# Theridion usitum
Theridion usitum là một loài nhện trong họ Theridiidae.
Loài này thuộc chi Theridion. Theridion usitum được Embrik Strand miêu tả năm 1913.